# Solanum pusillum
Solanum pusillum är en potatisväxtart som beskrevs av Anthony R. Bean. Solanum pusillum ingår i släktet skattor som ingår i familjen potatisväxter. Inga underarter finns listade i Catalogue of Life.